# Wang Changhao
Wang Changhao, född 1 augusti 2002 i Tianjin, är en kinesisk simmare.

## Karriär
Vid OS 2024 ingick Wang Changhao i det kinesiska laget på 4 x 100 medley som tog guld.